# Карасо (департамент)
Кара́со (исп. Carazo) — один из департаментов Никарагуа.

## География
Департамент расположен на юго-западе Никарагуа, на тихоокеанском побережье этой страны. Его площадь составляет 1081,40 км². Численность населения равна 186 898 человек (перепись 2012 года). Плотность жителей департамента — 172,83 чел./км². Административный центр — город Хинотепе.
Граничит на севере с департаментом Масая, на западе с департаментом Манагуа, на востоке с департаментами Гранада и Ривас.

## Муниципалитеты
В административном отношении Карасо разделён на 8 муниципалитетов:
1. Дириамба
2. Долорес
3. Ла-Конкиста
4. Ла-Пас-де-Карасо
5. Сан-Маркос
6. Санта-Тереса
7. Хинотепе
8. Эль-Росарио